# タタールスタン共和国

タタールスタン共和国
タタール語: Татарстан Республикасы
ロシア語: Республика Татарстан

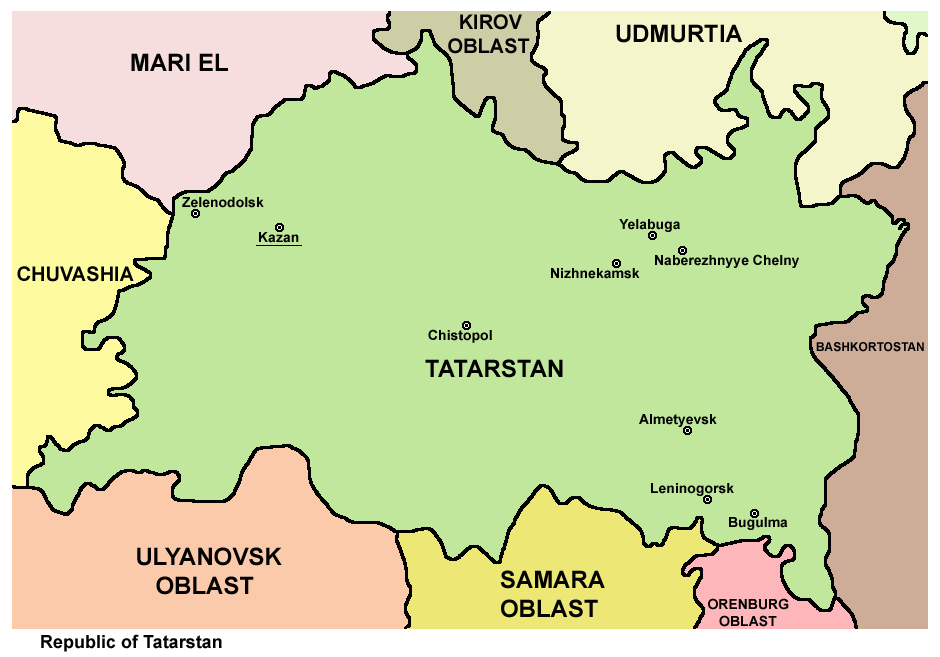

タタールスタン共和国（タタールスタンきょうわこく、タタルスタンとも、タタール語: Татарстан Республикасы、ロシア語: Республика Татарстан）は、ロシア連邦地域管轄区分のひとつ沿ヴォルガ連邦管区の中央に位置する共和国である。公用語はロシア語とタタール語。1992年には主権宣言を行った。

## 概要
| 民族構成（タタールスタン） | 民族構成（タタールスタン） | 民族構成（タタールスタン） | 民族構成（タタールスタン） | 民族構成（タタールスタン） |
| -------------------------- | -------------------------- | -------------------------- | -------------------------- | -------------------------- |
|                            |                            |                            |                            |                            |
| タタール人                 | タタール人                 |                            | 53%                        | 53%                        |
| ロシア人                   | ロシア人                   |                            | 40%                        | 40%                        |
| その他                     | その他                     |                            | 7%                         | 7%                         |

- 面積 -  6万7,847平方キロメートル
- 首都 - カザン（人口110万人）
- 人口 -  400万4,809人（内約50％強がタタール人）
- 管区 - 沿ヴォルガ連邦管区
- 公用語 - ロシア語とタタール語

## 地理
タタールスタンは東ヨーロッパ平原に位置する。キーロフ州、ウドムルト共和国、バシコルトスタン共和国、オレンブルク州、サマラ州、ウリヤノフスク州、チュヴァシ共和国、マリ・エル共和国と隣り合う。

## 歴史
古くはフィン・ウゴル系のアナニノ文化（紀元前8世紀-紀元前3世紀）があったことで知られる。紀元前4世紀頃からインド・ヨーロッパ語族を話すスキタイ系のİmänkiskä cultureとなった。
ブルガール・カガン国があったが、モンゴルのヴォルガ・ブルガール侵攻でモンゴル帝国に滅ぼされ、ジョチ・ウルスに編入された。ジョチ・ウルスが分裂するとカザン・ハン国として独立したが、1552年のカザン包囲戦で滅亡し、ロシア帝国に併合され、1708年からカザン県となった。
ロシア内戦中にはイデル＝ウラル国として一時独立した。
ミールサイト・スルタンガリエフの後押しでソ連時代に自治共和国（タタール自治ソビエト社会主義共和国）として創設される。
第二次世界大戦後、第97.117収容地区（グラーグ）が設置。シベリア抑留を受けた日本人捕虜が移送、収容された。
1990年8月、主権宣言し、共和国への昇格を宣言した。初の大統領選挙でミンチメル・シャイミーエフは勝利する。ソ連が崩壊してCIS（独立国家共同体）が成立すると加盟する意思を宣言したが実現しなかった。ロシア連邦は1992年3月末に、国内の共和国や州などと権限分割条約（連邦条約）を結んだが、この直前にタタールスタンは国民投票を行い、ロシアと対等な関係であると決め、条約への参加を拒否した。この後もロシアとの紆余曲折があったが、1994年2月、権限分割条約が結ばれた。
2023年2月6日、新憲法の施行により元首格の役職名が大統領から首長（ライス、タタール語: Рәисе）に変更された。2015年以降、ロシアの共和国で「大統領」を名乗っていたのはタタールスタンのみであった。

## 産業
規模の大きいガス田を有する。ガスはパイプライン輸送で国外へ移送されているが、2021年には大規模なメタンガスの漏出が確認されている。

## 主な都市
- カザン - 首都
- ナーベレジヌイェ・チェルヌイ
- ニジネカムスク
- アリメチエフスク
- ゼレノドリスク
- ブグリマ
- エラブガ
- レニノゴルスク
- チストポリ
- ザインスク

## 標準時
この地域は、モスクワ時間帯の標準時を使用している。時差はUTC+3時間で、夏時間はない。（2011年3月までは、標準時がUTC+3で夏時間がUTC+4、同年3月から2014年10月までは通年UTC+4であった）

## 世界遺産
ロシアの世界遺産には、タタールスタン共和国の文化遺産が2件含まれている（2015年の第39回世界遺産委員会終了時点）。
- カザン・クレムリン（2000年登録）
- ボルガル遺跡（2014年登録）